# 戸塚英美
戸塚英美（とつか ひでよし、天保11年（1840年）7月 - 明治41年（1908年）10月）は、揚心流（戸塚派揚心流）の九代目である。
戸塚英俊の長子。天保11年（1840年）7月生まれ。
日本武徳会範士第一号（1903年（明治36年）5月）である。
1908年（明治41年）10月に千葉で没した。享年69。
千葉市中央区の胤重寺にある英美・英俊2人の墓は千葉県の史跡に指定されている。